# Llista de muntanyes de Cap Verd
Aquesta és una llista de muntanyes de Cap Verd:
- Pico do Alberto a São Nicolau
- Pico da Antónia a Santiago
- Monte Batalha a Maio
- Monte Bissau a São Nicolau
- Monte Cara a São Vicente
- Caixa a São Vicente
- Topo da Coroa a Santo Antão - el més alt de l'illa i el segon més alt de Cap Verd, també el més occidental d'Àfrica
- Monte Estância a Boa Vista
- Fateixa a São Vicente
- Fogo a illa de Fogo - El més alt de Cap Verd
- Monte Fontainhas a Brava
- Monte Gordo a São Nicolau - el més alt de l'illa
- Monte Grande a illa de Sal
- Serra da Malagueta a Santiago
- Muntanya sud de Topim a São Vicente
- Monte Penoso a Maio
- Monte São João a São Vicente
- Serra Negra a Sal
- Monte Trigo a Santo Antão
- Monte Verde a São Vicente
- Viana a São Vicente